# Molophilus (Molophilus) concussus
Molophilus (Molophilus) concussus is een tweevleugelige uit de familie steltmuggen (Limoniidae). De soort komt voor in het Australaziatisch gebied.